# Ранчо Вијехо (Компостела)
Ранчо Вијехо (шп. Rancho Viejo) насеље је у Мексику у савезној држави Најарит у општини Компостела. Насеље се налази на надморској висини од 810 м.

## Становништво
Према подацима из 2005. године у насељу су живела 2 становника.

### Хронологија
| Година       | 2000         | 2005 |
| ------------ | ------------ | ---- |
| Становништво | 28 (15 / 13) | 2    |

### Попис
| # | Индикатор                        | Вредност |
| - | -------------------------------- | -------- |
| 1 | Укупно појединачних домаћинстава | 1        |